# Film bez tytułu
Film bez tytułu (niem. Film ohne Titel) – niemiecki film komediowy w reżyserii Rudolfa Jugerta, zrealizowany w 1948 w okupowanych Niemczech. 

## Obsada
- Hans Söhnker jako Martin Delius
- Hildegard Knef jako Christine Fleming
- Irene von Meyendorff jako Angelika Rösch
- Willy Fritsch jako aktor
- Fritz Odemar jako autor
- Erich Ponto jako pan Schichtholz
- Carsta Löck jako pani Schichtholz
- Margarete Haagen jako Emma
- Nikolaj Kolin jako Kaminsky
- Bum Krüger jako Dancke